# Fernand van Ackere
Fernand Albert Leon Joseph van Ackere (Kortrijk, 25 juni 1878 - Mariakerke, 16 april 1958) was een Belgisch industrieel, bestuurder en politicus voor de Katholieke Partij en diens opvolger de UCB.

## Levensloop

### Industrieel
Hij was een telg uit het oude geslacht Van Ackere en groeide op in het gezin van de Kortrijkse textielfabrikant Constant van Ackere (1845-1881) en Alice Haus (1850-1936). Na het tweede huwelijk van zijn moeder met de Gentse industrieel Leon Motte (1845-1928) kwam hij in Gent terecht en studeerde er in 1904 af als industrieel ingenieur. Door zijn huwelijk met Ghislaine Kraft de la Saulx (Gent, 1887 - Dilbeek, 1978) werd hij opgenomen in een familie van katoenbewerkers. Hij werd aan het hoofd gesteld van de katoenfabriek S.A. de Waerschoot in Waarschoot, eerst als directeur (1908) en nadien als afgevaardigd bestuurder (1917).

### Middenstand
Gedurende de Eerste Wereldoorlog werd de fabriek tijdelijk gesloten, en engageerde van Ackere zich in de sociale en liefdadigheidswerken. Meteen de basis voor zijn betrokkenheid voor de middenstand in Waarschoot maar ook daarbuiten. In 1919 kreeg hij in Gent de leiding van de Kring God en Vaderland, een middenstandsgroepering die in 1893 was opgericht door Henri de Tracy en Charles Van der Cruyssen.  Aanvankelijk bedoeld als ontspanning en cultuur breidde zich dit uit tot een algemene belangenvereniging.
Van dan af volgde er voor van Ackere een decennialange inzet voor de zelfstandigen zowel op organisatorisch als op politiek vlak, ter ondersteuning en erkenning van het statuut van de zelfstandige werknemers. Van Ackere had daarbij ook aandacht voor de kredietverlening aan de zelfstandige ondernemingen. In 1923 stichtte hij een coöperatieve kredietkas voor middenstanders, het Burgerskrediet. Deze kredietkas werd in 1928 omgevormd tot een naamloze vennootschap, de Algemene Middenstandsbank (in 1931 omgedoopt tot Algemene Burgersbank en in 1937 tot Algemeen Beroepskrediet). Hij was ook medestichter van de Gentse Bank voor Handel en Nijverheid.
Hij werd verder:
- voorzitter van de Hoge Raad van de Middenstand;
- erevoorzitter van het Internationaal instituut voor de middenstand;
- voorzitter van de Nationale arbeidstentoonstellingen;
- voorzitter van de Nationale commissie voor het artisanaat en de kunstambachten.

Na de Tweede Wereldoorlog was hij nog enkele jaren voorzitter van het CMVB.

### Parlementslid
Hij werd in 1921 verkozen tot katholiek volksvertegenwoordiger voor het arrondissement Gent-Eeklo en vervulde dit mandaat tot in 1936. Daarop werd hij tot senator verkozen voor hetzelfde arrondissement en bleef dit tot in 1946.
In 1957 werd hij in Brussel, na het verlaten van een vergadering van de Hoge Raad voor de Middenstand, aangereden door een auto. Het jaar daarop, na een lange hospitalisatie, stierf hij.
Van Acker werd in 1939 opgenomen in de Belgische erfelijke adel en verkreeg in 1951 de bij eerstgeboorte overdraagbare titel van baron.

## Publicaties
- L'atelier artisanal. Guide pratique pour l'application du crédit à sa modernisation, Gent, 1930.
- De groote nood van den middenstand, Gent, 1939.
- De maatschappelijke zekerheid voor de zelfstandige arbeiders, in: Arbeidsblad, 1947.